# زیردریایی یو-۳۶۰
زیردریایی یو-۳۶۰ (به انگلیسی: German submarine U-360) یک زیردریایی بود که طول آن ۶۷٫۱ متر (۲۲۰ فوت ۲ اینچ) بود. این زیردریایی در سال ۱۹۴۲ ساخته شد.